# Law & Order: Criminal Intent (seizoen 3)
Dit artikel vat het derde seizoen van Law & Order: Criminal Intent samen.

## Hoofdrollen
- Vincent D'Onofrio - rechercheur Robert Goren
- Kathryn Erbe - rechercheur Alexandra Eames
- Jamey Sheridan - hoofd recherche James Deakins
- Courtney B. Vance - assistent-officier van justitie Ron Carver

## Terugkerende rollen
- Leslie Hendrix - dr. Elizabeth Rodgers
- Samantha Buck - rechercheur G. Lynn Bishop

## Afleveringen
| Nr. | Aflevering | Titel               | Regisseur                     | Schrijver(s)                   | Selectie gastrollen | Uitzenddatum      |  |
| --- | ---------- | ------------------- | ----------------------------- | ------------------------------ | --- | ----------------- |  |
| 46 | 1          | Undaunted Mettle    | Steve Shill                   | René Balcer Stephanie Sengupta | Olek Krupa - Ben Laurette Laura Stepp - Sydney Laurette David Costabile - professor Roth Jessica Hecht - Meredith Breen Michael Hogan - Noah Preston Maureen Anderman - Abigail                                             | 28 september 2003 |  |
| Wanneer een veelbelovende jonge architect wordt vermoord gaan Goren en Eames op onderzoek uit. Hun onderzoek leidt hen naar een beroemde architect die het slachtoffer zag als zijn belangrijkste concurrentie voor een prestigieuze opdracht. De waarheid blijkt ingewikkelder: de beroemde architect blijkt met meerdere vrouwen getrouwd en een van de vrouwen, zelf zwanger, vermoordde de jonge architect uit angst dat hij dit geheim zou ontrafelen. Dan blijkt de ware reden achter de belangstelling van de jonge architect alsmede de gelijkenis tussen het werk van beide architecten; hij was het onecht kind van de oudere architect. Woedend dat zijn vrouw zijn zoon heeft gedood ontkracht hij haar alibi. Ondertussen heeft Eames een belangrijke mededeling voor haar collega: ze is in verwachting. |            |                     |                               |                                | |                   |  |
| 47 | 2          | Gemini              | Frank Prinzi                  | René Balcer Jim Sterling       | Barry Del Sherman - Brent Anderson Anne Bobby - Betty Anderson Michael Gill - Spencer Anderson Michael Genet - advocaat van Brent Anderson Albert Macklin - Arnie                                                           | 5 oktober 2003    |  |
| Nadat een aantal moorden is gepleegd, onder andere op een opticien, plastisch chirurg en een haarstilist, gaan Goren en Eames op onderzoek uit. Zij verdenken al snel een man die lijdt aan schizofrenie, en geobsedeerd is door Marilyn Monroe. Zijn broer verklaart dat de man altijd al een vreemde vogel en een nietsnut is geweest maar blijkt hem tot de moorden te hebben aangezet om zo een bedrijf dat verzorgingsproducten maakt dat door de beautyspecialisten was gebuikt, te kunnen afpersen terwijl zijn broer voor de gevolgen had moeten opdraaien. |            |                     |                               |                                | |                   |  |
| 48 | 3          | The Gift            | Alex Zakrzewski               | René Balcer Marlene Meyer      | Bobby Cannavale - Julian Bello Jane Adams - Sylvia Campbell Anne Twomey - Lyz Webster Michael Nouri - Henry Webster Lee Aaron Rosen - Clayton Webster Florencia Lozano - Octavia Ruiz                                       | 12 oktober 2003   |  |
| Wanneer een cameraman wordt vermoord gaan Goren en Eames op onderzoek uit. Zij ontdekken dat er Santería-rituele elementen aan de moord zitten. Een Santeríapriester wordt verdacht een Santeríagelovige misdaadbaas te hebben aangezet tot het regelen van de moord in ruil voor zegeningen voor het hiernamaals. Het blijkt dat de moeder van het slachtoffer door de zogenaamd helderziende vrouw van de priester werd betaald om de moeder ook helderziendheid te leren. Het slachtoffer vond dat maar onzin en vertelde dat aan zijn moeder; daarom orchestreerde de priester diens dood. Tevens ontdekt Goren dat de waarheid ligt verscholen in de toewijding van de priester aan zijn vrouw: zonder hem kon ze geen baan vinden of houden, en haar ´gave´ (waarin ze heilig geloofde maar die in feite een vorm van epilepsie was) stelde hen in staat een inkomen te verdienen van goedgelovige lieden. In ruil voor deze bekentenis staat justitie toe dat de vrouw in een woongroep wordt ondergebracht dicht bij de gevangenis waar haar man zijn straf zal moeten uitzitten. |            |                     |                               |                                | |                   |  |
| 49 | 4          | But Not Forgotten   | Constantine Makris            | René Balcer Gerry Conway       | Terry Serpico - Earl Carnicki Alicia Coppola - Isobel Carnicki Liz Larsen - JoFrieda Merced Tom Mason - Truman Merced Abraham Alvarez - Jimmy Limone                                                                        | 19 oktober 2003   |  |
| Wanneer een boekhoudster vermist wordt gaan Goren en Eames op onderzoek uit. Hun onderzoek komt uit bij de dood van haar broer, een huurmoordenaar, twee jaar geleden. Een maffialid die gevangen zit lijkt hun belangrijkste aanknopingspunt, totdat een nieuw lijk wordt aangetroffen wat hun zaak naar een nieuw niveau brengt. |            |                     |                               |                                | |                   |  |
| 50 | 5          | Pravda              | Alex Zakrzewski               | René Balcer Warren Leight      | Anthony Mackie - Carl Hines Glynn Turman - Roy Hines Michal Sinnott - Katya Jalenak Judd Hirsch - Ben Elkins Geneva Carr - Camilla Elzbieta Czyzewska - moeder van Katya Jalenak                                            | 26 oktober 2003   |  |
| Nu Eames met zwangerschapsverlof is krijgt Goren een nieuwe partner, rechercheur G. Lynn Bishop. Zij moeten nu samen de moord op de vriendin van een Afro-Amerikaanse journalist gaan onderzoeken. Zij ontdekken dat het slachtoffer een verleden heeft van plagiaat, en dan leidt het spoor hen naar de redacteur van de journalist. |            |                     |                               |                                | |                   |  |
| 51 | 6          | Stray               | Frank Prinzi                  | René Balcer Elizabeth Benjamin | Rodney Hicks - Jerome Davis Nikki M. James - Tamara Bates Ernestine Jackson - Agnes Bates Jacinto Taras Riddick - Eugene Thomas Michael Howell - Jeff Dixon                                                                 | 2 november 2003   |  |
| Nadat er negen mensen, inclusief twee undercover politieagenten, vermoord worden gaan Goren en Bishop op onderzoek uit. Zij denken dat er een modern Bonnie en Clyde-koppel op pad is, en verantwoordelijk is voor de moorden. Al snel realiseren zij zich dat het koppel niet lijkt op de echte Bonnie en Clyde, omdat de vrouwelijke partner hier duidelijk de controle heeft. |            |                     |                               |                                | |                   |  |
| 52 | 7          | A Murderer Among Us | Steve Shill                   | René Balcer Diana Son          | Thomas G. Waites - Lance Brody Maria Thayer - Claire Brody Monique Fowler - Lena Brody Salem Ludwig - mr. Seligman David Bishins - Richie Prescott                                                                          | 9 november 2003   |  |
| Wanneer een Argentijnse immigrante in een badkamer vermoord wordt gevonden gaan Goren en Bishop op onderzoek uit. Zij denken op het eerste gezicht dat de vrouw zelfmoord heeft gepleegd. Door de gewelddadige geschiedenis van haar echtgenoot, denkt de politie dat hij verantwoordelijk is voor een aantal racistische moorden op Joodse mannen waar zijn vrouw achter was gekomen en dit niet aankon. Zij zijn echter niet in staat om de echtgenoot in verbinding te stellen met de zelfmoord van zijn vrouw. Goren gaat nu in het verleden duiken van zowel de vrouw als haar man, en heeft veel moeite om een connectie te vinden tussen de man en de moorden op de Joodse mannen. |            |                     |                               |                                | |                   |  |
| 53 | 8          | Sound Bodies        | Jean de Segonzac Frank Prinzi | René Balcer                    | David Anzuelo - rechercheur Morales Victor Slezak - dominee Hale Pamela Nyberg - mrs. Hale John Furey - Michael Koehler Denise Galik - Laura Koehler                                                                        | 16 november 2003  |  |
| Wanneer op een eiland, in een kerk, drie dode mensen worden gevonden gaan Goren en Bishop op onderzoek uit. De slachtoffers blijken gestorven te zijn door het drinken van vergiftigde punch. Zij verdenken een tiener ervan dat hij de slachtoffers overgehaald heeft om gezamenlijk zelfmoord te plegen, dit door een afwijkende filosofie van hem. |            |                     |                               |                                | |                   |  |
| 54 | 9          | Happy Family        | Frank Prinzi                  | René Balcer Marlene Meyer      | Angelica Page - Paula Connors Reiley McClendon - Jason Connors Chris Massoglia - Sam Connors Dennis Rees - Russell Connors Anna Katarina - Helen Reynolds Josh Pais - Ralph Friedman Zach Galligan - Eddie Malloy           | 23 november 2003  |  |
| Wanneer een rijk en machtige geestelijke doodgeslagen wordt gevonden, gaan Goren en Bishop op onderzoek uit. Dankzij een fotoalbum komen zij tot een aantal verdachten die elk hun eigen motieven hebben. Namelijk zijn vervreemde vrouw, met wie hij in een scheiding lag, een vriend van de vrouw die net uit de gevangenis vrijgelaten was, de kinderjuffrouw van hun geadopteerde kinderen, de zwager van het slachtoffer die een dokter is en de oudste zoon van het slachtoffer. Goren duikt dieper in het verleden van het slachtoffer en omdat het hem niet lukt om de dader te vinden besluit hij, en assistent-officier van justitie Carver, een familiereünie te organiseren met de familie, in de familierechtbank. |            |                     |                               |                                | |                   |  |
| 55 | 10         | F.P.S.              | Darnell Martin                | René Balcer Gerry Conway       | T.R. Knight - Neil Colby Annette Arnold - Jody Colby Jordan Bridges - Jack Cadogan Kevin Geer - rechercheur A.D. Miles - Zach Annie Burton Alvarez - Corinne Kennedy                                                        | 4 januari 2004    |  |
| Wanneer een vrouw van een balkon wordt geduwd, gaan Goren en Bishop op onderzoek uit. Het blijkt dat het slachtoffer connecties had met een netwerk van dieven die spyware gebruiken om fraude te plegen, maar dit spoor loopt dood als de spyware niet door haar blijkt te zijn geïnstalleerd. Het blijkt dat zij de dader moeten zoeken in haar computerwereld, want ze was een fervent speelster was van een bepaald computerspel. Het spoor leidt naar Jack Cadogan, een van de makers van het spel, die erg veel tijd online met haar besteedde. Uiteindelijk blijkt de ware dader die ook de politie met de spyware en met andere trucs had misleid, diens zakenpartner Neil Colby. Neil kon zonder zijn partner Jack zelf geen goed werk afleveren en was doodsbang dat deze hem in de steek zou laten. De vrouw spendeerde veel tijd online met Jack in het spel, Neil was bang dat dit tot een relatie zou leiden, spoorde haar op, en vermoordde haar. Ondertussen wordt Eames moeder van een baby.                                                                             |            |                     |                               |                                | |                   |  |
| 56 | 11         | Mad Hops            | Christopher Swartout          | Jim Sterling René Balcer       | Jude Ciccolella - coach Perry Powell Suzzanne Douglas - Karen Watkins Kevin Phillips - Ben Watkins Daryl Mitchell - speler in rolstoel John Krasinski - Jace Gleesing Malcolm Goodwin - Elvin Fergin                        | 11 januari 2004   |  |
| Wanneer een privédetective vermoord wordt gevonden gaan Goren en Bishop op onderzoek uit. Het slachtoffer was bezig met het onderzoeken van een belangrijke basketbalspeler van een highschool. De rechercheurs onderzoeken of er een connectie bestaat tussen gokkers op basketbalwedstrijden en wervers van sporters. Dan ontdekken zij dat er verschillende belangrijke basketbalspelers getransfereerd werden naar dezelfde highschool, een school met een winmentaliteit, en dat een van de jongens eveneens vermoord is. Het blijkt dat de coach een van de jongens voortrok door zijn statistieken te vervalsen zodat hij een sportbeurs voor een college kon krijgen, de reden dat hij de jongen hielp is dat hij een oogje op diens moeder had. Zowel de jongen als de detective waren door de coach vermoord omdat ze te dicht bij de waarheid kwamen: de detective door zijn onderzoek en de jongen omdat hij zag dat zijn rivaal slechter speelde maar betere statistieken had.                                                                                               |            |                     |                               |                                | |                   |  |
| 57 | 12         | Unrequited          | Jean de Segonzac              | René Balcer Stephanie Sengupta | Casey Siemaszko - Harvey Gruenwald Rebecca Schull - Esther Gruenwald Gerry Becker - Lawrence Bradley Joel Fabiani - Daniel Claire Bloom - Marion Whitney                                                                    | 18 januari 2004   |  |
| Wanneer de echtgenoot van een oudere actrice wordt vermoord gaan Goren en Eames op onderzoek uit. Hun onderzoek leidt hen naar de actrice, volgens hen heeft zij de moord gepleegd uit honger naar roem en om haar droom waar te maken. |            |                     |                               |                                | |                   |  |
| 58 | 13         | Pas de Deux         | Frank Prinzi                  | René Balcer Warren Leight      | Charles Rocket - Johnny DePalma Enid Graham - Margie Timmons Geoffrey Cantor - Will Timmons Delaney Williams - Ernie Dominguez                                                                                              | 15 februari 2004  |  |
| Nadat een bankovervaller omkomt, door een bom die aan zijn lichaam vastzat, gaan Goren en Eames een strijd aan tegen de klok om zijn medeplichtige te vinden voordat hij zijn nieuwe partner hetzelfde aandoet. |            |                     |                               |                                | |                   |  |
| 59 | 14         | Mis-Labeled         | Joyce Chopra                  | René Balcer Elizabeth Benjamin | Stephen Bogardus - dr. Steve Johanssen Daniel Sauli - Eric Dunlow Adam Grupper - Bernard Mailer Darren Goldstein - Clayton Sherwood Morgan Hallet - Patsy Cannon Sherwood Terry O'Quinn - Gordon Buchanan                   | 22 februari 2004  |  |
| Wanneer een vertegenwoordiger van geneesmiddelen wordt vermoord gaan Goren en Eames op onderzoek uit. Tijdens het onderzoek stuiten zij op een web van fraude, corruptie, Identiteitsfraude en een samenzwering om dodelijke besmette producten te verkopen aan een geneesmiddelenbedrijf. |            |                     |                               |                                | |                   |  |
| 60 | 15         | Shrink-Wrapped      | Jean de Segonzac              | René Balcer Diana Son          | Margaret Colin - dr. Eloise Barnes Brent Spiner - Graham Barnes Taylor Roberts - Camilla Barnes Richmond Hoxie - Penell Gene Farber - Christian Will Janowitz - Rico                                                        | 7 maart 2004      |  |
| Wanneer een muzikant vermoord wordt gevonden in zijn studio, gaan Goren en Eames op onderzoek uit. Hun onderzoek leidt hen naar een bizarre familie van narcistische psychiaters die allen hun eigen gemeen spel spelen. |            |                     |                               |                                | |                   |  |
| 61 | 16         | The Saint           | Frank Prinzi                  | René Balcer Marlene Meyer      | Lois Smith - Betty Bennett Stephen Colbert - James Bennett Brian Murray - Richard Sullivan Timothy Doyle - Sean Sullivan Phyllis Somerville - Louise Politano Thom Christopher - rechter Walton                             | 14 maart 2004     |  |
| Nadat een maatschappelijk werker wordt vermoord, door een bom met natronloog, gaan Goren en Eames op onderzoek uit. Zij vinden een verdachte die de moord, en ook fraude en valsheid in geschrifte, pleegde om de maatschappelijke vereniging in diskrediet te brengen. Dit uit wraak omdat zij misbruik hebben gemaakt van zijn geestelijk zieke moeder en zijn kinderjaren hebben geruïneerd. |            |                     |                               |                                | |                   |  |
| 62 | 17         | Conscience          | Alex Chapple                  | Gerry Conway René Balcer       | John Savage - Mark Farrell Dee Pelletier - Laraine Farrell Geoffrey Arend - Daris Macelvoy Guy Boyd - Burton Foche James Murtaugh - Ned Worley Barbara Andres - Judith Worley                                               | 28 maart 2004     |  |
| Wanneer een neuroloog wordt vermoord gaan Goren en Eames op onderzoek uit. Het blijkt dat het slachtoffer geloofde dat zij kon communiceren met een vrouw die in blijvende vegetatieve toestand verkeerde. Dan ontdekken de rechercheurs dat zij hierom vermoord werd door een familielid van de vrouw, dit omdat de dader bang was dat het slachtoffer achter de vele miljoenen dollars motief kwam waardoor de vrouw in haar toestand terechtkwam. |            |                     |                               |                                | |                   |  |
| 63 | 18         | Ill-Bred            | Steve Shill                   | Jim Sterling René Balcer       | Dana Eskelson - Paige Mullen Frederick Weller - Dale Mullen Bronwen Booth - Marguerite Townsend Mark Pinter - James Townsend Kayla Ny - Shelley Townsend Drew McVety - dr. Zachary Reeves                                   | 18 april 2004     |  |
| Wanneer een dierenarts wordt vermoord gaan Goren en Eames op onderzoek uit. Zij komen uit bij een stalmedewerker die zijn toevlucht zocht in heroïnesmokkel, bedrog, afpersing en moord om de stal financieel veilig te stellen. |            |                     |                               |                                | |                   |  |
| 64 | 19         | Fico di Capo        | Alex Zakrzewski               | Stephanie Sengupta René Balcer | Leo Fitzpatrick - Rickie 'Chops' Cozza Fernando López - assistent-officier van justitie Perez Fulvio Cecere - rechercheur Farcas David Valcin - rechercheur Hodes Mark Margolis - Mario Damiano Frank Nasso - Mikey Damiano | 9 mei 2004        |  |
| Wanneer een beschermde getuige doodgeschoten wordt in een restaurant gaan Goren en Eames op onderzoek uit. De rechercheurs komen erachter dat het slachtoffer een belangrijke getuige was tegen de maffia, en denken dat zij daar de dader moeten zoeken. Zij komen op het spoor van drie jonge maffialeden, en uiteindelijk denken zij dat de jongeman Chops de dader is. Maar het lukt hen niet om iemand te vinden die tegen hem wil getuigen. |            |                     |                               |                                | |                   |  |
| 65 | 20         | D.A.W.              | Frank Prinzi                  | Warren Leight René Balcer      | Kevin Tighe - dr. Edwin Lindgard Karen Ziemba - Isabel Dawson Keisha Alfred - Danielle Pearce Cheryl Freeman - Janette Pearce Greg Zittel - rechercheur van de 31e district                                                 | 16 mei 2004       |  |
| Wanneer een vrouw dood wordt gevonden gaan Goren en Eames op zoek naar haar vermiste antieke ring. Deze zoektocht leidt hen naar een arts en seriemoordenaar die, verantwoordelijk blijkt te zijn voor meer dan tweehonderd moorden op zijn patiënten. (Geïnspireerd door de Harold Shipman moorden.) |            |                     |                               |                                | |                   |  |
| 66 | 21         | Consumed            | Steve Shill                   | Warren Leight René Balcer      | Robert C. Kirk - sergeant Murray Bill Sage - politieagent Tommy Callahan Richard Council - rechercheur Mellon Dion Graham - rechercheur Waites Larry Pine - Bingham Post Karen Sillas - Beth Landau                         | 23 mei 2004       |  |
| Wanneer een politieagent verdacht wordt van een drievoudige moord gaan Goren en Eames op dieper onderzoek uit. Zij komen uit bij een hebzuchtig vrouw die verwikkeld is in een bittere scheidingszaak. Zij misbruikte het slaapwandelen van de politieagent om zo wraak te kunnen nemen. |            |                     |                               |                                | |                   |  |